# Bhoganahalli, Piriyapatna
Bhoganahalli là một làng thuộc tehsil Piriyapatna, huyện Mysore, bang Karnataka, Ấn Độ.